# Semiothisa canescens
Semiothisa canescens är en fjärilsart som beskrevs av Feichenberger 1962. Semiothisa canescens ingår i släktet Semiothisa och familjen mätare. Inga underarter finns listade i Catalogue of Life.